# Ivano Marzola
Ivano Marzola (né le 5 octobre 1963 à Trieste) est un ancien skieur alpin italien.

## Coupe du monde
Coupe du monde de ski alpin :
- Meilleur classement final : 53e en 1985 ;
- Meilleur résultat : 4e.